# 足跡 (今井美樹の曲)
「足跡」（あしあと）は、今井美樹初の配信限定シングル。2008年4月9日にEMIミュージック・ジャパンから発売された。

## 収録曲
1. 足跡
作詞・作曲　川江美奈子／編曲　河野圭
  - テレビ東京系「水曜ミステリー9」エンディングテーマ